# Bulbul indicador
El bulbul indicador (Baeopogon indicator) és una espècie d'ocell de la família dels picnonòtids (Pycnonotidae). Habita clars dels boscos i vegetació de ribera de l'Àfrica Occidental i Central, des de Sierra Leone, sud-est de Guinea i Libèria cap a l'est fins a Camerun, sud de la República Centreafricana, República Democràtica del Congo, el Sudan del Sud, Uganda, oest de Kenya, i el nord-oest d'Angola. El seu estat de conservació es considera de risc mínim.
En diverses llengües rep el nom de "bulbul indicador" (Anglès: Honeyguide Greenbul. Espanyol: Bulbul Indicador).